# Берёзовский сельсовет (Шарыповский район)
Берёзовский сельсове́т — упразднённые административно-территориальная единица и муниципальное образование (сельское поселение) в Шарыповском районе Красноярского края. Административный центр поселения — село Берёзовское.
6 января 2020 года сельское поселение было упразднено в связи с преобразованием муниципального района в Шарыповский муниципальный округ, переходный период до 1 января 2021 года. На уровне административно-территориального устройства соответствующий сельсовет был упразднён со 2 августа 2021 года в связи с преобразованием района в округ.

## География
Берёзовский сельсовет находится на юго-западе Красноярского края, северо-восточнее районного центра.
Протекает река Берёзовка (приток Чулыма).

## История
Берёзовский сельсовет наделён статусом сельского поселения в 2005 году.

## Население
| 2010 | 2012  | 2013  | 2014  | 2015  | 2016  | 2017  |
| ---- | ----- | ----- | ----- | ----- | ----- | ----- |
| 2446 | ↘2389 | ↘2369 | ↘2324 | ↘2315 | ↘2261 | ↘2222 |

Гендерный состав
По данным Всероссийской переписи населения 2010 года 1146 мужчин и 1300 женщин из 2446 чел.

## Состав сельского поселения
В состав сельского поселения входят 5 населённых пунктов:
| № | Населённый пункт | Тип населённого пункта       | Население |
| - | ---------------- | ---------------------------- | --------- |
| 1 | Александровка    | деревня                      | ↘126      |
| 2 | Берёзовское      | село, административный центр | ↘1658     |
| 3 | Горбы            | деревня                      | ↘243      |
| 4 | Гудково          | деревня                      | ↘177      |
| 5 | Ершово           | деревня                      | ↘242      |